# Zaqungngomar
Zaqungngomar (kinesiska: Zhaqiong’ema, 扎琼鄂玛) är ett berg i Kina. Det ligger i den autonoma regionen Tibet, i den sydvästra delen av landet, omkring 470 kilometer nordväst om regionhuvudstaden Lhasa. Toppen på Zaqungngomar är 5 000 meter över havet.
Trakten runt Zaqungngomar är nära nog obefolkad, med mindre än två invånare per kvadratkilometer. Det finns inga samhällen i närheten. Trakten runt Zaqungngomar består i huvudsak av gräsmarker.
Genomsnittlig årsnederbörd är 241 millimeter. Den regnigaste månaden är juli, med i genomsnitt 74 mm nederbörd, och den torraste är december, med 2 mm nederbörd.